# Hulta kärr
Hulta kärr är en sjö i Varbergs kommun i Halland och ingår i Ätrans huvudavrinningsområde.